# Anadelphia leptocoma
Anadelphia leptocoma är en gräsart som först beskrevs av Carl Bernhard von Trinius, och fick sitt nu gällande namn av Pilg.. Anadelphia leptocoma ingår i släktet Anadelphia och familjen gräs. Inga underarter finns listade i Catalogue of Life.